# Emanuel Weidenhoffer

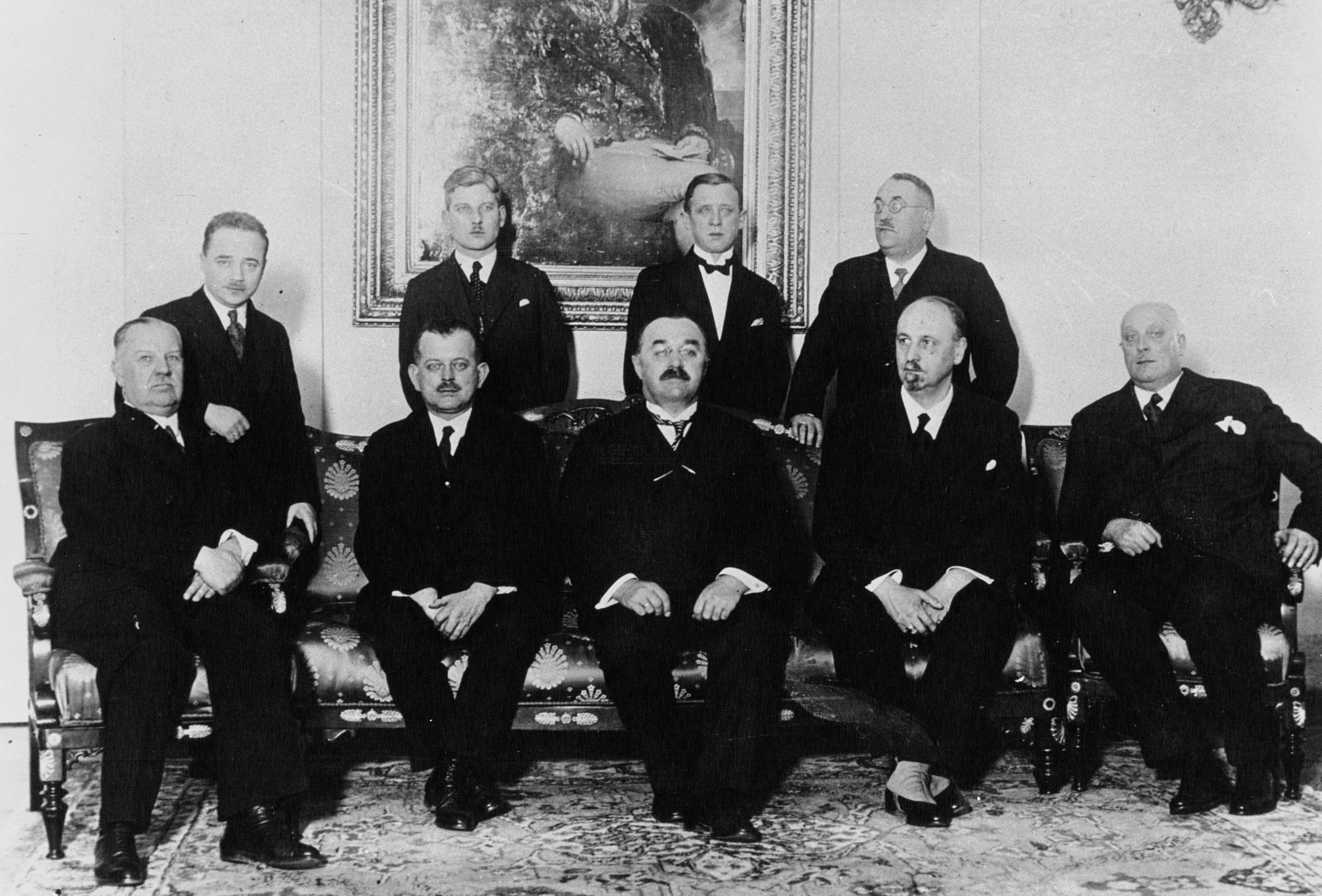
Kabinett Buresch mit Bundespräsident Wilhelm Miklas (1932)

Emanuel Weidenhoffer (* 28. Jänner 1874 in Napajedla, Mähren; † 18. Oktober 1939 in Graz, Steiermark) war ein österreichischer Politiker.

## Leben
Emanuel Weidenhoffer wuchs in der mährischen Stadt Kroměříž auf, wo er das deutschsprachige Gymnasium absolvierte. Im Anschluss daran studierte er Rechtswissenschaft an der Universität Wien. Nach dem Gerichtsjahr begann er als Rechtsberater bei der Kaiser-Ferdinand-Nordbahn zu arbeiten. 1912 begann er als Journalist tätig zu werden und avancierte so zum Chefredakteur des Grazer Tagblattes.
1907 wurde Weidenhoffer Abgeordneter zum Reichsrat, dem er bis 1911 angehörte. Von 1918 bis 1923 saß er im Gemeinderat von Graz. Im November 1923 wurde er als Abgeordneter der Christlichsozialen Partei (CSP) in den Nationalrat gewählt, wo er sein Mandat bis Mai 1934 bekleidete. Zu seinem größten politischen Vermächtnis zählt die Einführung der Kfz-Haftpflichtversicherung, für die er sich im Jahr 1929 starkmachte.
Bundeskanzler Otto Ender ernannte Weidenhoffer schließlich im Oktober 1931 zum Finanzminister der Republik Österreich. Weidenhoffer leitete das Ministerium rund zweieinhalb Jahre, bis Mai 1934. 
Bereits 1933, bis 1934, war er Präsident des Verwaltungsrates der Österreichischen Credit-Anstalt für Handel und Gewerbe. Nach seinem Ausscheiden aus der Regierung übernahm er den Posten des Präsidenten der Bank „Österreichische Credit-Anstalt Wiener Bankverein“.
Er starb 65-jährig, in Graz.